# Junoflo
Sam Juno Park (geboren am 25. September 1992), besser bekannt als Junoflo (Koreanisch: 주노플로), ist ein koreanisch-amerikanischer Rapper. Er hat zwei Studioalben veröffentlicht: Progression (2015) und Statues (2019) und ein erweitertes Stück: Only Human (2018). Er war ein Kandidat in der Fernsehserie Show Me The Money (2016 und 2017).

## Leben
Junoflo (geb. Samuel Juno Park) ist in Los Angeles, Kalifornien, aufgewachsen. Er besuchte das College der University of California, San Diego und arbeitete als Fotograf bei Hip-Hop-Konzerten in San Diego.

## Karriere
Junoflo erlangte erstmals Berühmtheit durch seinen Auftritt als Kandidat in der südkoreanischen Survival Reality Show Show Me the Money 5 im Jahr 2016. Später in diesem Jahr unterschrieb er bei Feel Ghood Music, dem von dem koreanischen Rapper Tiger JK gegründeten Hip-Hop-Label. Im Jahr 2017 erschien er auf Show Me the Money 6, in dem er bis ins Halbfinale vorrückte.
Im März 2018 veröffentlichte Junoflo sein erstes Album unter Feel Ghood Music, dem erweiterten Stück Only Human. Das Album enthält die Single "Grapevine" mit Jay Park. Im Januar 2019 veröffentlichte er das Album Statues in voller Länge. Im selben Monat war er der erste koreanische Künstler, der bei einer NBA-Halbzeitshow auftrat, als er bei einem Match zwischen den Los Angeles Clippers und den New Orleans Pelicans auftrat.
Junoflo verließ Feel Ghood Music im April 2019.